# Stacey Nuveman
Stacey Nuveman (Californie, 26 avril 1978 - ) est une joueuse de softball américaine. Elle participa à trois JO où elle remporta trois médailles dont deux en or gagné aux Jeux olympiques de 2000 et aux Jeux olympiques de 2004. En 2008, elle remporta une médaille d'argent.